# Antalis occidentalis
Antalis occidentalis is een Scaphopodasoort uit de familie van de Dentaliidae. De wetenschappelijke naam van de soort is voor het eerst geldig gepubliceerd in 1851 door Stimpson.